# Список футбольних клубів Польщі
Це список футбольних команд, які виступають або виступали в Екстраклясі і першій лізі чемпіонату Польщі.
У таблиці зазначені назва клубу; населений пункт, який представляє команда і рік заснування або надання професіонального статусу.
| Команда                                  | Місто                     | Рік заснування   | Примітки                                                               |
| Вишолігові клуби                         | Вишолігові клуби          | Вишолігові клуби | Вишолігові клуби                                                       |
| ---------------------------------------- | ------------------------- | ---------------- | ---------------------------------------------------------------------- |
| 1. ФК «Катовиці»                         | Катовиці                  | 1905             |                                                                        |
| АКС «Хожув»                              | Хожув                     | 1910             |                                                                        |
| «Аміка» (Вронки)                         | Вронки                    | 1992             | у 2006 з'єднався з «Лехом» (Познань)                                   |
| «Арка» (Гдиня)                           | Гдиня                     | 1929             |                                                                        |
| «Арконія» (Щецин)                        | Щецин                     | 1945             |                                                                        |
| «Балтик» (Гдиня)                         | Гдиня                     | 1930             |                                                                        |
| «Богданка» (Ленчна)                      | Ленчна                    | 1979             | у 1979-2011 «Гурник» (Ленчна)                                          |
| «Вавель» (Краків)                        | Краків                    | 1919             |                                                                        |
| «Варта» (Познань)                        | Познань                   | 1912             |                                                                        |
| «Варшавянка» (Варшава)                   | Варшава                   | 1921             | у 1975 ліквідована футбольна секція                                    |
| «Відзев» (Лодзь)                         | Лодзь                     | 1910             |                                                                        |
| «Вісла» (Краків)                         | Краків                    | 1906             | у 1955-1957 «Гвардія» (Краків)                                         |
| «Вісла» (Плоцьк)                         | Плоцьк                    | 1947             |                                                                        |
| «Ґарбарня» (Краків)                      | Краків                    | 1921             |                                                                        |
| «Гасмонея» (Львів)                       | Львів                     | 1908             | у 1939 припинив існування                                              |
| «Ґвардія» (Варшава)                      | Варшава                   | 1948             |                                                                        |
| ҐКС «Белхатів»                           | Белхатів                  | 1977             |                                                                        |
| ҐКС «Катовиці»                           | Катовиці                  | 1964             |                                                                        |
| ҐКС «Тихи»                               | Тихи                      | 1971             |                                                                        |
| ҐКС «Ястшембе-Здруй»                     | Ястшембе-Здруй            | 1962             |                                                                        |
| «Гурник» (Валбжих)                       | Валбжих                   | 1946             |                                                                        |
| «Гурник» (Забже)                         | Забже                     | 1948             |                                                                        |
| «Гурник» (Ленчна)                        | Ленчна                    | 1979             |                                                                        |
| «Гурник» (Радлін)                        | Радлін                    | 1923             |                                                                        |
| «Гутнік» (Краків)                        | Краків                    | 1950             |                                                                        |
| «Дискоболія» (Гродзиськ-Великопольський) | Гродзиськ-Великопольський | 1922             | у 2008 з'єднався з «Полонією» (Варшава)                                |
| «Домб» (Катовиці)                        | Катовиці                  | 1922             | у 1968 з'єднався з ГКС «Катовиці»                                      |
| «Завіша» (Бидгощ)                        | Бидгощ                    | 1946             |                                                                        |
| «Заглембє» (Валбжих)                     | Валбжих                   | 1945             |                                                                        |
| «Заглембє» (Любін)                       | Любін                     | 1945             |                                                                        |
| «Заглембє» (Сосновець)                   | Сосновець                 | 1906             |                                                                        |
| «Іглоополь» (Дембиця)                    | Дембиця                   | 1978             |                                                                        |
| «Корона» (Кельці)                        | Кельці                    | 1973             |                                                                        |
| КС «Польковиці»                          | Польковиці                | 1947             | у 1967-2011 «Гурник» (Польковіце)                                      |
| КСЗО «Островець-Свентокшиський»          | Островець-Свентокшиський  | 1929             |                                                                        |
| «Краковія» (Краків)                      | Краків                    | 1906             |                                                                        |
| КТ «Лодзь»                               | Лодзь                     | 1899             | у 1932 з'єднався з «Уніоном» (Лодзь) утворивши «Уніон-Турлінг» (Лодзь) |
| «Легія» (Варшава)                        | Варшава                   | 1916             |                                                                        |
| «Лех» (Познань)                          | Познань                   | 1922             |                                                                        |
| «Лехія» (Гданськ)                        | Гданськ                   | 1945             |                                                                        |
| «Лехія» (Львів)                          | Львів                     | 1903             | у 1939 припинив існування                                              |
| ЛКС «Лодзь»                              | Лодзь                     | 1908             |                                                                        |
| ЛТС-Ґ «Лодзь»                            | Лодзь                     | 1911             | у 1944 припинив існування                                              |
| «Мотор» (Люблін)                         | Люблін                    | 1950             |                                                                        |
| «Одра» (Водзіслав-Шльонський)            | Водзіслав-Шльонський      | 1922             |                                                                        |
| «Одра» (Ополе)                           | Ополе                     | 1945             |                                                                        |
| ОКС 1945 «Ольштин»                       | Ольштин                   | 1945             |                                                                        |
| «Олімпія» (Познань)                      | Познань                   | 1922             | у 1995-1996 «Олімпія-Лехія» (Гданськ)                                  |
| «Подбескідзє» (Бельсько-Бяла)            | Бельсько-Бяла             | 1907             |                                                                        |
| «Погонь» (Львів)                         | Львів                     | 1904             | у 1939 припинив існування                                              |
| «Погонь» (Щецин)                         | Щецин                     | 1948             |                                                                        |
| «Подгуже» (Краків)                       | Краків                    | 1913             |                                                                        |
| «Полонія» (Бидгощ)                       | Бидгощ                    | 1920             |                                                                        |
| «Полонія» (Битом)                        | Битом                     | 1920             |                                                                        |
| «Полонія» (Варшава)                      | Варшава                   | 1911             |                                                                        |
| «П'яст» (Гливиці)                        | Гливиці                   | 1945             |                                                                        |
| «Радомяк» (Радом)                        | Радом                     | 1910             |                                                                        |
| «Ракув» (Ченстохова)                     | Ченстохова                | 1921             |                                                                        |
| «Ример» (Рибник)                         | Рибник                    | 1919             |                                                                        |
| РКС «Радомсько»                          | Радомсько                 | 1979             |                                                                        |
| РОВ «Рибник»                             | Рибник                    | 1964             |                                                                        |
| «Рух» (Радзьонкув)                       | Радзьонкув                | 1919             |                                                                        |
| «Рух» (Хожув)                            | Хожув                     | 1920             |                                                                        |
| «Сокул» (Пневи)                          | Пневи                     | 1945             |                                                                        |
| «Сталь» (Мелець)                         | Мелець                    | 1939             |                                                                        |
| «Сталь» (Ряшів)                          | Ряшів                     | 1944             |                                                                        |
| «Сталь» (Стальова Воля)                  | Стальова Воля             | 1938             |                                                                        |
| «Стшелец» (Седльце)                      | Седльце                   | 1922             | у 1937 припинив існування                                              |
| «Сярка» (Тарнобжег)                      | Тарнобжег                 | 1957             |                                                                        |
| «Сьвіт» (Новий-Двір-Мазовецький)         | Новий-Двір-Мазовецький    | 1935             |                                                                        |
| «Сьмігли» (Вільнюс)                      | Вільнюс                   | 1933             | у 1939 припинив існування                                              |
| «Тарновія» (Тарнів)                      | Тарнів                    | 1909             |                                                                        |
| ТКС «Торунь»                             | Торунь                    | 1923             | у 19?? ліквідована футбольна секція                                    |
| «Уніон-Турлінг» (Лодзь)                  | Лодзь                     | 1932             | у 1939 припинив існування                                              |
| «Унія» (Рацибуж)                         | Рацибуж                   | 1946             |                                                                        |
| «Чарні» (Львів)                          | Львів                     | 1903             | у 1939 припинив існування                                              |
| «Шльонськ» (Вроцлав)                     | Вроцлав                   | 1947             |                                                                        |
| «Шльонськ» (Свентохловиці)               | Свентохловиці             | 1920             |                                                                        |
| «Шомбєрки» (Битом)                       | Битом                     | 1919             |                                                                        |
| «Щаковянка» (Явожно)                     | Явожно                    | 1923             |                                                                        |
| «Ютшенка» (Краків)                       | Краків                    | 1910             | у 1939 припинив існування                                              |
| «Ягеллонія» (Білосток)                   | Білосток                  | 1920             |                                                                        |
| Першолігові клуби                        |                           |                  |                                                                        |
| «Гурник» (Конін)                         | Конін                     | 1957             | у 1967-1979 «Заглембє» (Конін), у 1997-2008 «Алюмініум» (Конін)        |
| «Долькан» (Зомбки)                       | Зомбки                    | 1927             |                                                                        |
| «Еляна» (Торунь)                         | Торунь                    | 1968             |                                                                        |
| «Зніч» (Прушкув)                         | Прушкув                   | 1923             |                                                                        |
| «Кміта» (Забежув)                        | Забежув                   | 1958             |                                                                        |
| «Колеяж» (Струже)                        | Струже                    | 1949             |                                                                        |
| ЛКС «Ломжа»                              | Ломжа                     | 1928             |                                                                        |
| «Медзь» (Легниця)                        | Легниця                   | 1971             |                                                                        |
| МКС «Ключборк»                           | Ключборк                  | 2003             |                                                                        |
| «Олімпія» (Грудзьондз)                   | Грудзьондз                | 1923             |                                                                        |
| «Олімпія» (Ельблонг)                     | Ельблонг                  | 1945             |                                                                        |
| «Пелікан» (Лович)                        | Лович                     | 1945             |                                                                        |
| «Полонія» (Перемишль)                    | Перемишль                 | 1909             |                                                                        |
| «Полонія» (Слубиці)                      | Слубиці                   | 1945             |                                                                        |
| «Ресовія» (Ряшів)                        | Ряшів                     | 1905             |                                                                        |
| «Сандеція» (Новий Сонч)                  | Новий Сонч                | 1910             |                                                                        |
| «Спарта» (Львів)                         | Львів                     | 1910             | у 1939 припинив існування                                              |
| «Стільон» (Гожув-Великопольський)        | Гожув-Великопольський     | 1947             | у 1996-2011 ҐКП «Ґожув-Великопольський»                                |
| «Термаліка Брук-Бет» (Нецєча)            | Нецєча                    | 1922             |                                                                        |
| «Тур» (Турек)                            | Турек                     | 1921             |                                                                        |
| «Унія» (Яніково)                         | Яніково                   | 1958             |                                                                        |
| «Флота» (Свіноуйсьце)                    | Свиноустя                 | 1957             |                                                                        |
| «Чарні» (Жагань)                         | Жагань                    | 1957             |                                                                        |
| «Чувай» (Перемишль)                      | Перемишль                 | 1918             |                                                                        |
| «Шленза» (Вроцлав)                       | Вроцлав                   | 1945             |                                                                        |

## Найстаріші клуби Польщі
- 1903 - «Лехія» (Львів)
- 1903 - І. ЛКПН «Слава» (з 1905 р. «Чарні» Львів)
- 1904 - Клуб Гімнастично-Спортивний IV Гімназії (потім «Погонь» Львів)
- 1905 - 1. ФК «Катовиці»
- 1905 - «Ресовія» (Ряшів)
- 1906 - «Краковія»
- 1906 - «Вісла» (Краків)
- 1906 - «Погонь» (Стрий)
- 1906 - «Заглембе» (Сосновець)
- 1907 - Варшавський спортивний кружок
- 1907 - «Подбескідзе» (Бельсько-Бяла)
- 1908 - ЛКС «Лодзь»
- 1908 - «Ревера» (Станиславів)
- 1908 - «Гасмонея» (Львів)
- 1908 - «Віслока» (Дембиця)
- 1909 - «Конкордія» (Пьотркув-Трибунальський)
- 1909 - «Полонія» (Перемишль)
- 1909 - «Тарновія» (Тарнів)
- 1909 - АЗС «Краків»
- 1910 - АКС «Хожув»
- 1910 - «Відзев» (Лодзь)
- 1910 - «Радомяк» (Радом)
- 1910 - «Сандеція» (Новий Сонч)
- 1910 - «Спарта» (Львів)
- 1910 - «Ютшенка» (Краків)